# Lövsättra
Lövsättra is een plaats in de gemeente Vallentuna in het landschap Uppland en de provincie Stockholms län in Zweden. De plaats heeft 75 inwoners (2005) en een oppervlakte van 4 hectare.